# Банкервілл (Невада)
Банкервілл (англ. Bunkerville) — переписна місцевість (CDP) в США, в окрузі Кларк штату Невада. Населення — 1069 осіб (2020).

## Географія
Банкервілл розташований за координатами 36°42′15″ пн. ш. 114°7′27″ зх. д. / 36.70417° пн. ш. 114.12417° зх. д. (36.704168, -114.124195).  За даними Бюро перепису населення США в 2010 році переписна місцевість мала площу 112,06 км², з яких 110,80 км² — суходіл та 1,26 км² — водойми.

## Демографія
Згідно з переписом 2010 року, у переписній місцевості мешкали 1303 особи в 334 домогосподарствах у складі 292 родин. Густота населення становила 12 особи/км².  Було 381 помешкання (3/км²).
Расовий склад населення:
| - 88,8 % — білих - 1,2 % — корінних американців - 0,8 % — вихідців з тихоокеанських островів - 0,8 % — чорних або афроамериканців - 0,2 % — азіатів - 6,1 % — осіб інших рас |

До двох чи більше рас належало 2,1 %. Частка іспаномовних становила 27,2 % від усіх жителів.
За віковим діапазоном населення розподілялося таким чином: 39,2 % — особи молодші 18 років, 52,1 % — особи у віці 18—64 років, 8,7 % — особи у віці 65 років та старші. Медіана віку мешканця становила 29,2 року. На 100 осіб жіночої статі у переписній місцевості припадало 104,9 чоловіків;  на 100 жінок у віці від 18 років та старших — 109,5 чоловіків також старших 18 років.
Середній дохід на одне домашнє господарство  становив 50 537 доларів США (медіана — 50 833), а середній дохід на одну сім'ю — 52 983 долари (медіана — 55 238). За межею бідності перебувало 6,3 % осіб, у тому числі 1,3 % дітей у віці до 18 років та 0,0 % осіб у віці 65 років та старших.
Цивільне працевлаштоване населення становило 469 осіб. Основні галузі зайнятості: мистецтво, розваги та відпочинок — 30,3 %, будівництво — 18,3 %, освіта, охорона здоров'я та соціальна допомога — 13,2 %.